# イカロス (2017年の映画)
『イカロス』 (Icarus) は、2017年のドキュメンタリー映画。ブライアン・フォーゲル監督。
本作品は映画監督であり、かつアマチュアの自転車選手でもあるフォーゲルがドーピング検査の形骸性を検証するため自らロードレースにおいてドーピングを試みようとするところから始まる。そのドーピングに関し、ロシア反ドーピング機関所長のグリゴリー・ロドチェンコフの助けを借りていた中、国際スポーツ界を揺るがすスキャンダルに巻き込まれていく。
第90回アカデミー賞でアカデミー長編ドキュメンタリー映画賞を受賞した。

## 概要
スポーツ競技におけるステロイド使用に関するドキュメンタリー。監督はブライアン・フォーゲル。自転車選手でもあるフォーゲルは、ドキュメンタリー映画の題材としてオートルートのトレーニング中にパフォーマンスをあげる薬物を使用した上でドーピング検査をパスできるかを検証しようと考えた。フォーゲルは、当初UCLAのオリンピック分析研究所の創始者であるドン・カトリンにアドバイスを求めた。カトリンは、周囲からの評判を懸念し、実験への関与はよくないと考えた。 代わりにロシア反ドーピング機関所長のグリゴリー・ロドチェンコフを紹介し、彼がドーピングシステムの管理に協力した。ロドチェンコフの手を借り、フォーゲルはホルモン注入と検査時に利用する尿サンプルを使ったシステムを開始した。
フォーゲルとロドチェンコフの関係は短期間で近づいた。実験中にはロドチェンコフが、ロシア選手がパフォーマンスを向上させる薬物を検出することなく使用するのを助けるために独自のシステムをロシアに持っていたことが明らかになった。実験の最中、2014年ソチオリンピックにおいて、ロシアによる国家主導のドーピングプログラムが実施されたことがドイツの公共放送によって報じられる。その報道の中で、重要人物とされたロドチェンコフは、ロシアから命を脅かされる存在となり、フォーゲルの助けを借りてアメリカへ亡命。そして、カメラの前で、尿サンプルの交換などロシア当局が行ったドーピングについて証言を行っていく。

## 評価
この映画は広く評価され、Rotten Tomatoesにおいて、93%となっている。